# Tobias Lindholm
Tobias Lindholm (1977) é um cineasta e roteirista dinamarquês. Foi indicado ao Oscar de melhor filme estrangeiro na edição de 2016 pela realização da obra Krigen e na edição de 2013 por filme Jagten.

## Filmografia
- R (2010)
- Submarino (2010)
- Jagten (2012)
- Kapringen (2012)
- April 9th (2015)
- Krigen (2015)
- Kollektivet (2016)
- Kursk (2018)